# Ada de Warenne
Ada de Warenne, född 1120, död 1178, var en skotsk prinsessa, dotter till William de Warenne, 2:e earl av Surrey och Elisabet av Vermandois, grevinna av Leicester och gift 1139 med kronprins Henrik av Skottland. 